# Juanita Solis
Juanita Solis er en fiktiv rolle i serien Desperate Housewives, spillet af skuespiller Madison De La Garza.
Juanita Solis er datter af Gabrielle Solis og Carlos Solis, hun er ved et tilfælde blevet ombyttet ved fødslen.